# 韋爾比夫齊 (科洛梅亞區)
48°37′32″N 25°22′41″E / 48.62556°N 25.37806°E
韋爾比夫齊（烏克蘭語：Вербівці），是烏克蘭的村落，位於該國西部伊萬諾-弗蘭科夫斯克州，由科洛梅亚区負責管轄，始建於1378年，面積14.7平方公里，2001年人口956，人口密度每平方公里64.8人。